# 裸體魯氏魚
裸體魯氏魚，為黑頭魚科的一個種，為深海魚類，分布於西印度洋印尼蘇門答臘海域，深度750公尺，體長可達14.4公分，棲息在中層水域，生活習性不明。

## 扩展阅读
維基物種上的相關：裸體魯氏魚